# Perisonium
Perisonium (latinsky páska, pružina), též pružec, je v heraldice označení jedné z obecných figur. Jedná se o půlkruhovou pásku ve formě půlměsíce, jejíž hroty směřují vzhůru. Je umístěna na prsou ptáka, obvykle orla nebo orlice, a zasahuje až do křídel. Konce pásky mohou být zdobně zakončeny, například jetelovým trojlistem nebo lilií. Některá perisonia mají uprostřed malý křížek.
Jedná se o symbolické znázornění kovového pásku, kterým byla ve středověku upevňována tato znamení na štít.

## Ukázky

Slezská orlice. Perisonium zakončeno jetelovými trojlisty a s křížkem uprostřed
Tyrolská orlice. Perisonium zakončeno jetelovými trojlisty
Perisonium orlice ve znaku Kraňska bez zdobného zakončení
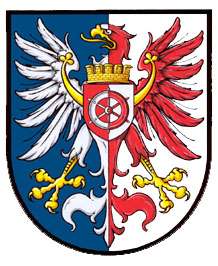
Znak městské části Praha-Kolovraty
Plamenná orlice ve druhém poli znaku Středočeského kraje. Perisonium zdobeno lipovými trojlisty